# Trisha Edwards
Trisha Edwards (geb. vor 1981) ist eine Szenenbildnerin.

## Leben
Trisha Edwards begann ihre Karriere im Filmstab 1982 als Einkäuferin in der Außenrequisite bei dem Musical Breaking Glass mit Hazel O’Connor. Ab 1996 war sie als Szenenbildnerin tätig, unter anderem an Die Stunde des Verführers, Isis und Killing Me Softly. Neben ihrer Tätigkeit beim Film arbeitete Edwards auch für Fernsehproduktionen, zum Beispiel bei der Miniserie Das Schloss im Nebel und der Fernsehserie Cranford. Für letztere Serie war sie 2008 und 2010 für den Primetime Emmy nominiert.
Für das Drama Wenn Träume fliegen lernen war sie gemeinsam mit Gemma Jackson 2006 für den Oscar in der Kategorie Bestes Szenenbild nominiert, die Auszeichnung ging in diesem Jahr jedoch an Aviator.

## Filmografie (Auswahl)
- 1981: Die Geliebte des französischen Leutnants (The French Lieutenant’s Woman)
- 1981: Excalibur
- 1990: Life is Sweet
- 1995: Funny Bones – Tödliche Scherze (Funny Bones)
- 1996: Die Stunde des Verführers (The Leading Man)
- 1997: Oscar und Lucinda (Oscar and Lucinda)
- 1998: Hilary & Jackie (Hilary and Jackie)
- 2001: Isis
- 2002: Killing Me Softly
- 2004: Wenn Träume fliegen lernen (Finding Neverland)
- 2005: Wahre Lügen (Where the Truth Lies)

## Auszeichnungen (Auswahl)
- 2006: Oscar-Nominierung in der Kategorie Bestes Szenenbild für Wenn Träume fliegen lernen